# Hamoud Ameur
Pour les articles homonymes, voir Hamoud (homonymie).
Hamoud Ameur (né le 6 janvier 1932 à Mahelma en Algérie française) est un athlète français, spécialiste des courses de fond.

## Biographie
Originaire de l'Algérie, dernier-né d'une famille de cinq enfants, Hamoud obtient le certificat d'études primaires. Il vient en France en mai 1951, et devient ouvrier aux usines Kuhlmann de Lille. Il prend une licence à l'US Marquette pour faire du cyclisme, notamment du cyclo-cross. Puis il s'oriente vers l'athlétisme. Il rejoint deux ans plus tard la région parisienne et occupe un emploi d'ouvrier tourneur (classé P 1) à l'usine Renault de Flins. Licencié à l'ES Basse-Seine, son entraîneur est alors Roger Rochard, ancien champion d'Europe du 5 000 mètres (1934). 
Deux fois champion de France du 3 000 m steeple, en 1958 et 1959, Hamoud Ameur améliore à quatre reprises le record de France du 3 000 m steeple de 1959 à 1961, et devient le premier athlète français à descendre sous les 9 minutes (8 min 57 s 2 le 7 août 1959 à Oslo). 
En 1959, il remporte la médaille d'or du 10 000 mètres lors des Jeux méditerranéens de Beyrouth, au Liban. Il participe aux Jeux olympiques de 1960 à Rome où il s'incline dès les séries du 5 000 m et du 10 000 m.
Il est médaillé d'or du 3 000 mètres steeple aux Jeux de la Communauté en 1960 à Tananarive et aux Jeux de l'Amitié de 1961 à Abidjan, puis médaillé d'argent aux Jeux de l'Amitié de 1963 à Dakar sous les couleurs algériennes.
Il termine troisième du championnat de France de cross-country en 1960 et deuxième de cette épreuve en 1963.
En 1962, il est le premier français à s'imposer dans la Corrida de la Saint-Silvestre de São Paulo au Brésil. 

## Décoration
- Officier de l'ordre du Mérite sportif‎ à titre exceptionnel (1959)[4]

### Palmarès
- Championnats de France :
  - 3 000 m steeple : vainqueur en 1958 et 1959

### Records
| Épreuve         | Performance  | Lieu     | Date              |
| --------------- | ------------ | -------- | ----------------- |
| 3 000 m steeple | 8 min 55 s 4 | Colombes | 24 septembre 1961 |